# ادمه بوشاردون
ادمه بوشاردون (Edmé Bouchardon؛ زادهٔ ۲۹ مهٔ ۱۶۹۸ – درگذشتهٔ ۲۷ ژوئیهٔ ۱۷۶۲) مجسمه‌سازی فرانسوی بود که بیشتر برای تندیس‌های نوکلاسیستی‌اش در باغ‌های کاخ ورسای، مدال‌هایش، تندیس سوارهٔ لوئی پانزدهم برای میدان کنکورد (که در انقلاب فرانسه نابود شد) و فوارهٔ چهار فصل در پاریس شناخته می‌شود. او همچنین طراح و نقاش بود و مجموعه‌هایی مشهور از چاپ‌نگاره‌هایی از مردمان طبقهٔ کارگر پاریس خلق کرد.

## زندگی‌نامه
بوشاردون در شومون، اوت مارن زاده شد. پدرش ژان-باپتیست بوشاردون، مجسمه‌ساز و معمار بود. او نخست نزد پدرش و سپس نزد گیوم کوستو به یادگیری مجسمه‌سازی پرداخت. در سال ۱۷۲۲ جایزه بزرگ رم آکادمی سلطنتی نقاشی و مجسمه‌سازی را برد و از آن‌رو، ده سال (۱۷۲۲ تا ۱۷۳۲) در رم زندگی و کار کرد. او از گرایش‌های پرزرق‌وبرق سبک روکای فاصله گرفت و به سوی نوکلاسیسیسم متمایل شد. در رم، بیشتر به ساخت نیم‌تنه‌هایی از چهرهٔ حامیان برجسته، از جمله پاپ بندیکت سیزدهم، پرداخت.
در سال ۱۷۲۶ ساخت نسخه‌ای از فائون باربرینی، تندیسی از دوران یونان هلنیستی در کاخ باربرینی رم را آغاز کرد. این نسخه در سال ۱۷۳۲ به فرانسه رسید، بسیار ستوده شد و به گذار مجسمه‌سازی فرانسه به سوی نوکلاسیسیسم کمک کرد. در سال ۱۷۷۵، لوئی فیلیپ دوم، دوک اورلئان آن را برای باغی مجلل در پارک مونسو خریداری کرد. این تندیس اکنون در لوور نگهداری می‌شود.
پس از بازگشت به فرانسه، در کارگاه‌های سلطنتی کاخ ورسای استخدام شد و همراه با دو برادرش، تندیس‌هایی برای باغ‌های ورسای ساخت؛ از جمله تندیس پروتئوس (ایزد) در حوض نپتون. بوشاردون همچنان از سبک روکای فاصله گرفت و به الگوهای کلاسیک تمایل نشان داد. تندیس کوپیدو که کمانش را از گرز هرکول می‌سازد، که اکنون در لوور نگهداری می‌شود، برای باغ‌های ورسای ساخته شد. این تندیس، نوجوانی واقعی و بی‌زیور از کوپیدو را در حالتی طبیعی نشان می‌داد، که در تضاد کامل با آرمان‌های کلاسیک بود. او نخست مدل سفالی این اثر را در سالن (پاریس) ۱۷۳۹، سپس مدل کامل را در ۱۷۴۶ ارائه کرد. ساخت نسخه مرمرین آن از ۱۷۴۷ تا ۱۷۵۰ انجام شد. این اثر شهرت و ثروت او را تضمین کرد؛ زیرا برای آن دستمزد بی‌سابقهٔ ۲۱٬۰۰۰ لیور فرانسه دریافت کرد.
آخرین اثر بزرگ و تکمیل‌شدهٔ او Fontaine des Quatre-Saisons (فوارهٔ چهار فصل) در خیابان گرنل پاریس بود که در سال ۱۷۳۹ سفارش گرفت و در ۱۷۴۵ به پایان رساند. این فواره نمایی با رواق‌های کلاسیک و تندیس‌های تزئینی داشت و در چیدمان پیکره‌ها یادآور فواره‌های میکل‌آنژ در ساکرستیا نووا در فلورانس بود. این اثر تحسین‌های گسترده‌ای برانگیخت و همراه با نقش‌برجسته‌ای دقیق از فواره، در مقاله‌ای دربارهٔ مجسمه‌سازی کلاسیک به قلم ژاک-فرانسوا بلوندل در آنسیکلوپدی فرانسه در سال ۱۷۶۵ گنجانده شد.
با این حال، انتقادهایی نیز برانگیخت، زیرا این پیکرهٔ عظیم در خیابانی باریک قرار داشت و تنها دو خروجی کوچک آب داشت. ولتر در نامه‌ای به Anne Claude de Caylus در سال ۱۷۳۹، زمانی که فواره هنوز کامل نشده بود، نوشت:
هیچ شکی ندارم که بوشاردون از این فواره، اثری نیکو خواهد ساخت؛ اما چه فواره‌ای فقط دو شیر آب دارد که آب‌کشان برای پر کردن سطل‌هایشان به آن مراجعه کنند؟ در رم چنین فواره‌هایی برای زیبایی شهر ساخته نمی‌شوند. باید خود را از این سلیقهٔ زشت و پست بیرون بکشیم. فواره‌ها باید در میدان‌های عمومی ساخته شوند، و از همهٔ دروازه‌ها قابل دیدن باشند. در تمام فاوبور سن-ژرمن حتی یک میدان عمومی هم نیست؛ این خونم را به جوش می‌آورد. پاریس مانند دانیال ۲ است، بخشی از آن طلاست و بخشی دیگر گل‌ولای.
بوشاردون در واپسین سال‌های زندگی‌اش مأمور ساخت تندیس سوارهٔ لوئی پانزدهم برای میدان کنکورد شد تا پیروزی فرانسه در جنگ جانشینی اتریش را گرامی دارد. اما پیش از تکمیل آن درگذشت. ژان-بپتیست پیگال کار را به پایان رساند، اما این تندیس در انقلاب فرانسه نابود شد.

## مجسمه‌ها

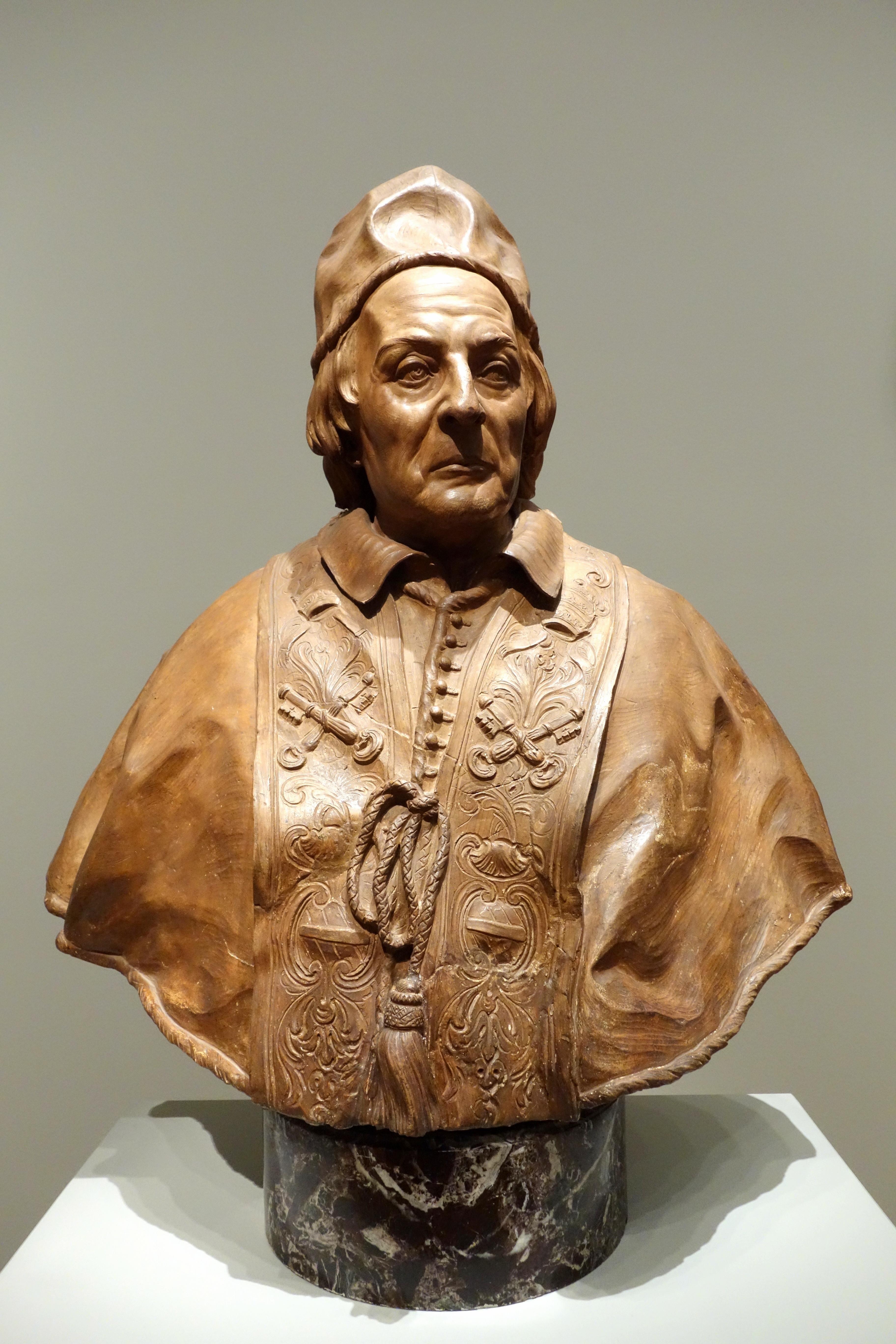
نیم‌تنهٔ پاپ کلمنت دوازدهم، از گچ و سفال رنگ‌زده (پس از ۱۷۳۰)، کاخ لژیون افتخار، کالیفرنیا
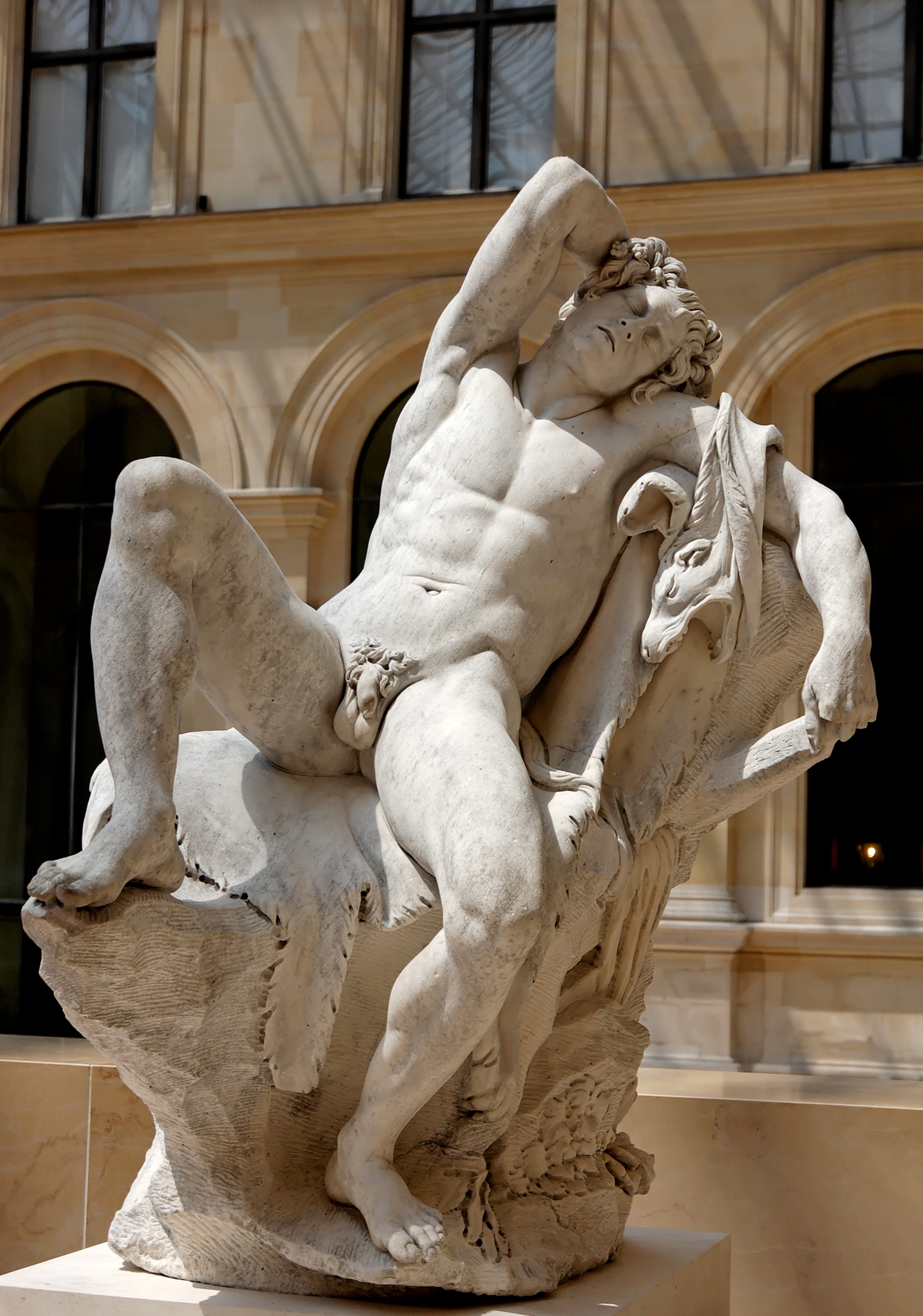
رونوشت از فائون باربرینی در رم ساختهٔ بوشاردون، لوور (۱۷۳۲)
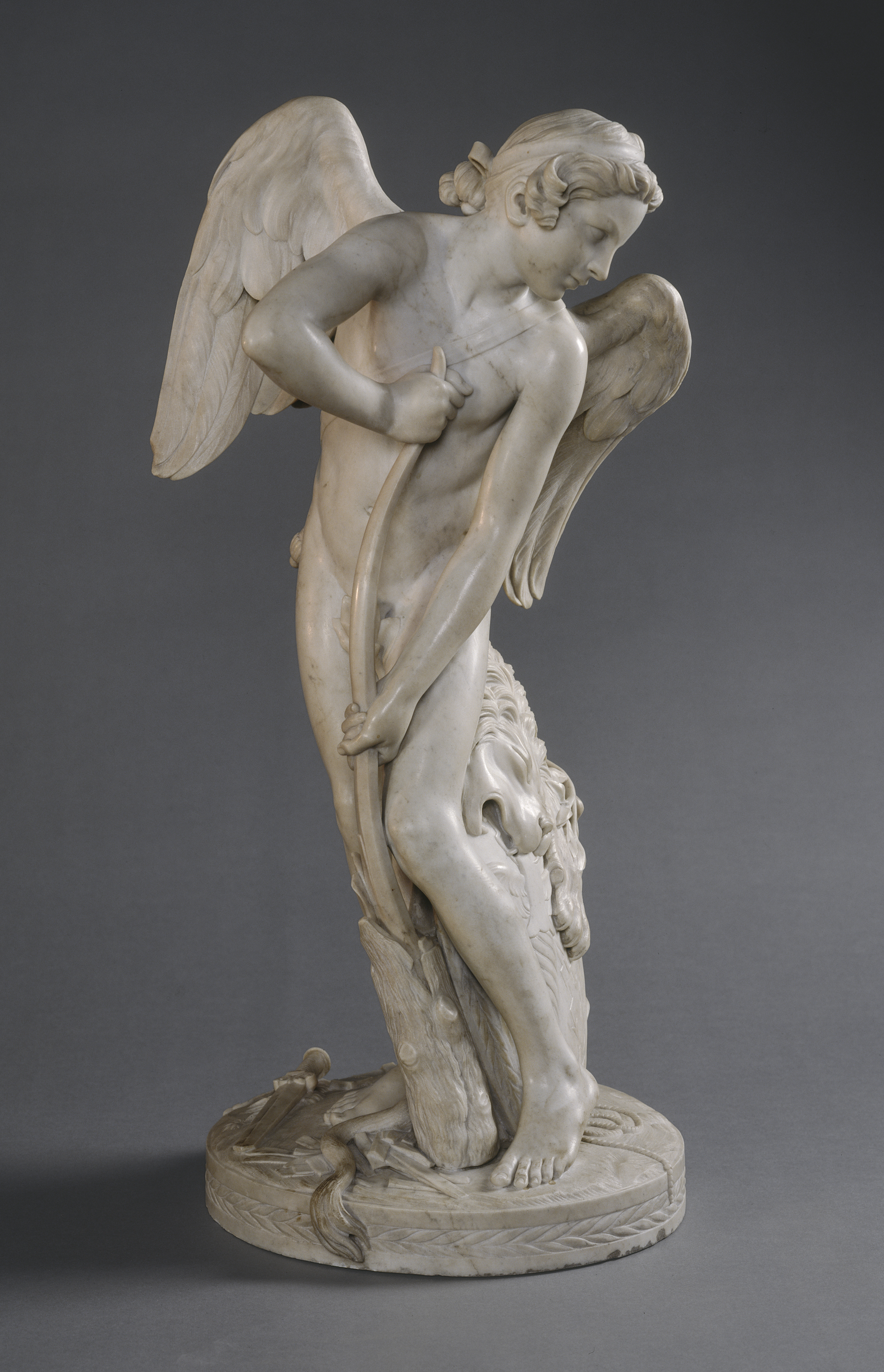
ادمه بوشاردون، کوپیدو، ۱۷۴۴، نگارخانه ملی هنر (آمریکا)
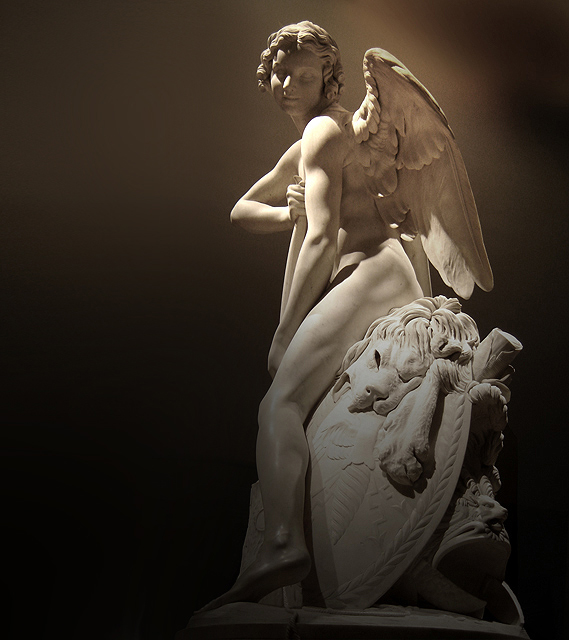
آمور که کمانی از گرز هرکول می‌سازد، ۱۷۵۰، لوور
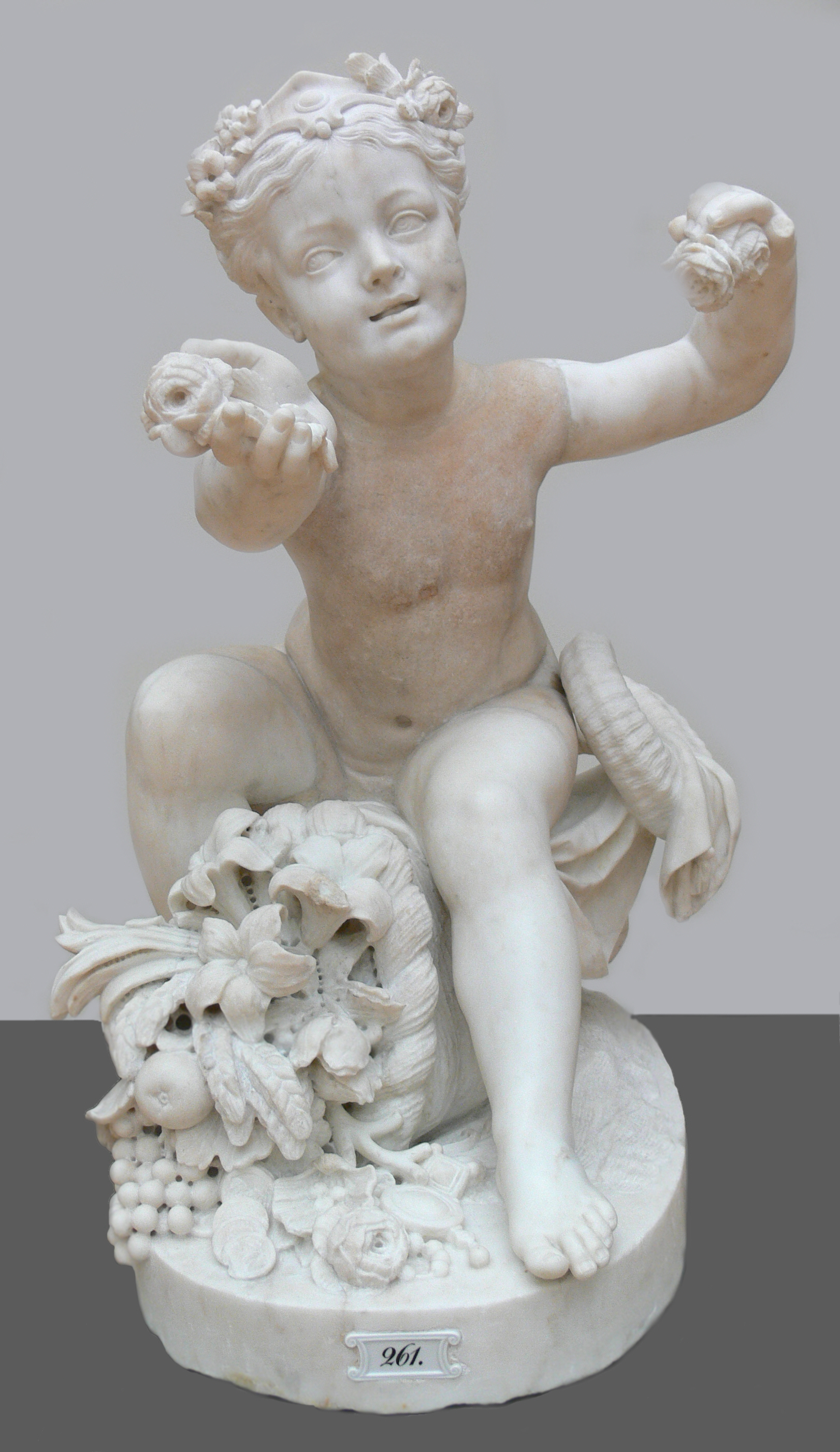
نبوغ وفور، ۱۷۳۱؛ موزه بوده
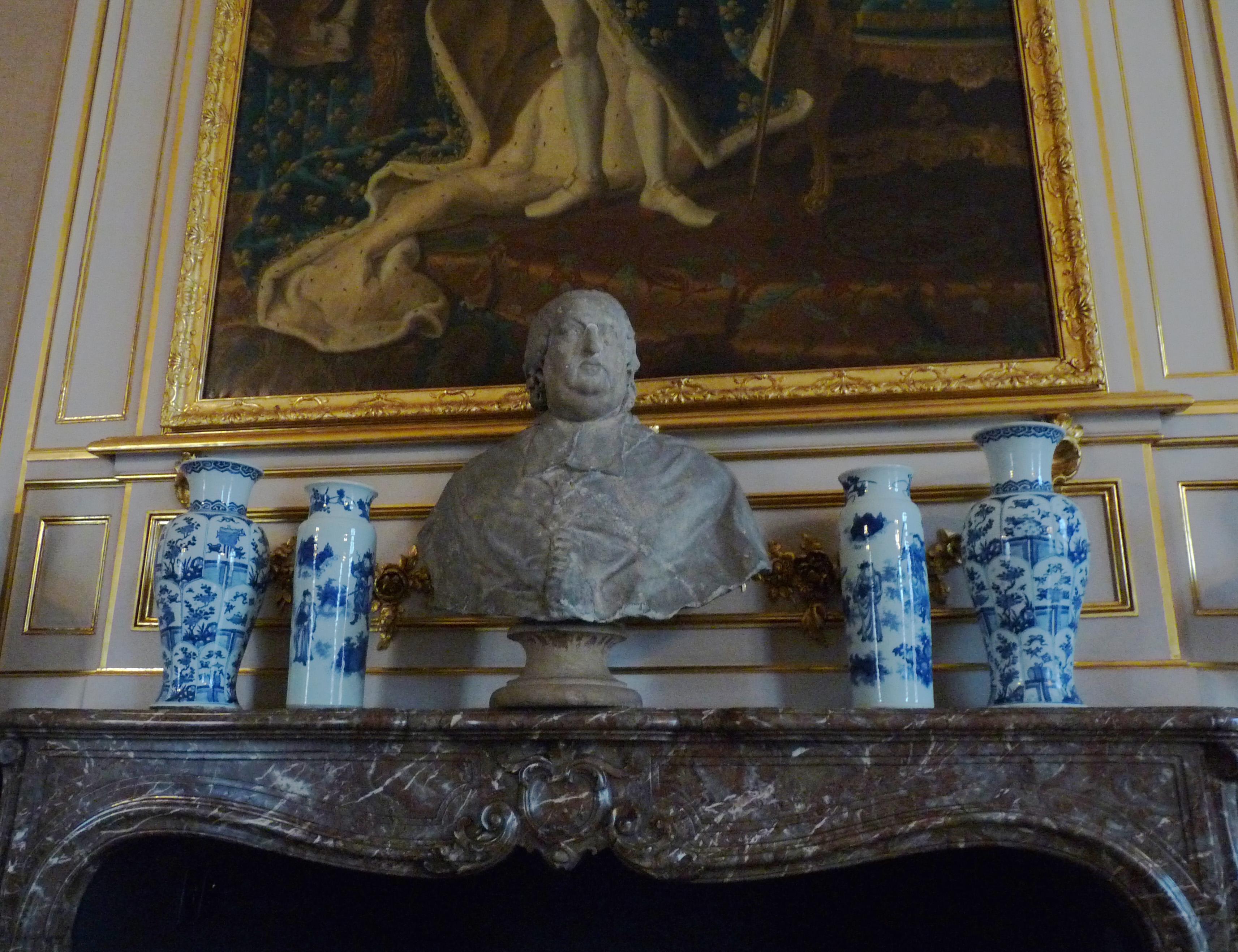
آرمان گاستون ماکسیمیلیان دو روهان، نیم‌تنه در کتابخانهٔ کاخ روهان، استراسبورگ (پس از ۱۷۳۰)
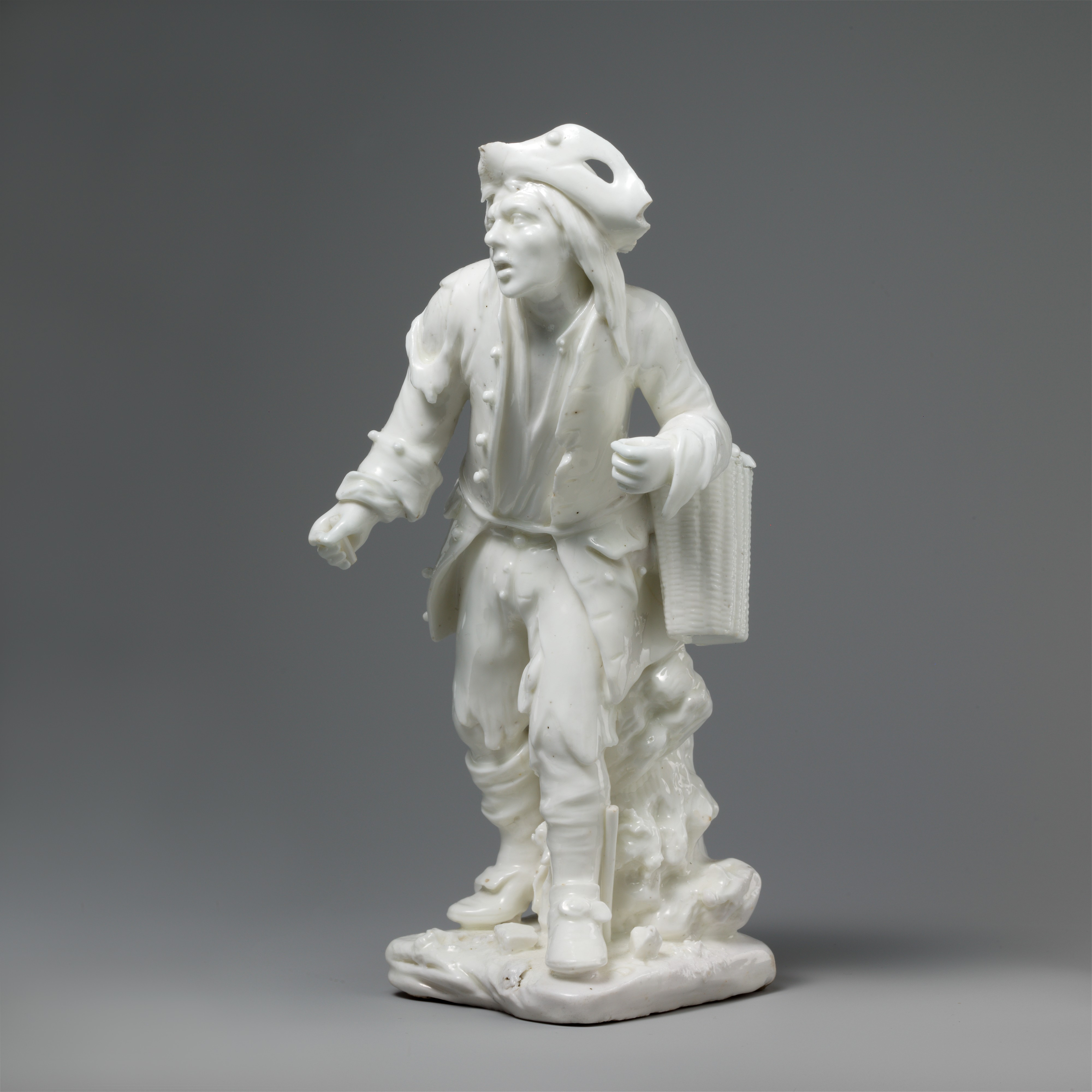
پیکرهٔ چینی از یک دست‌فروش (۱۷۵۰–۶۰)
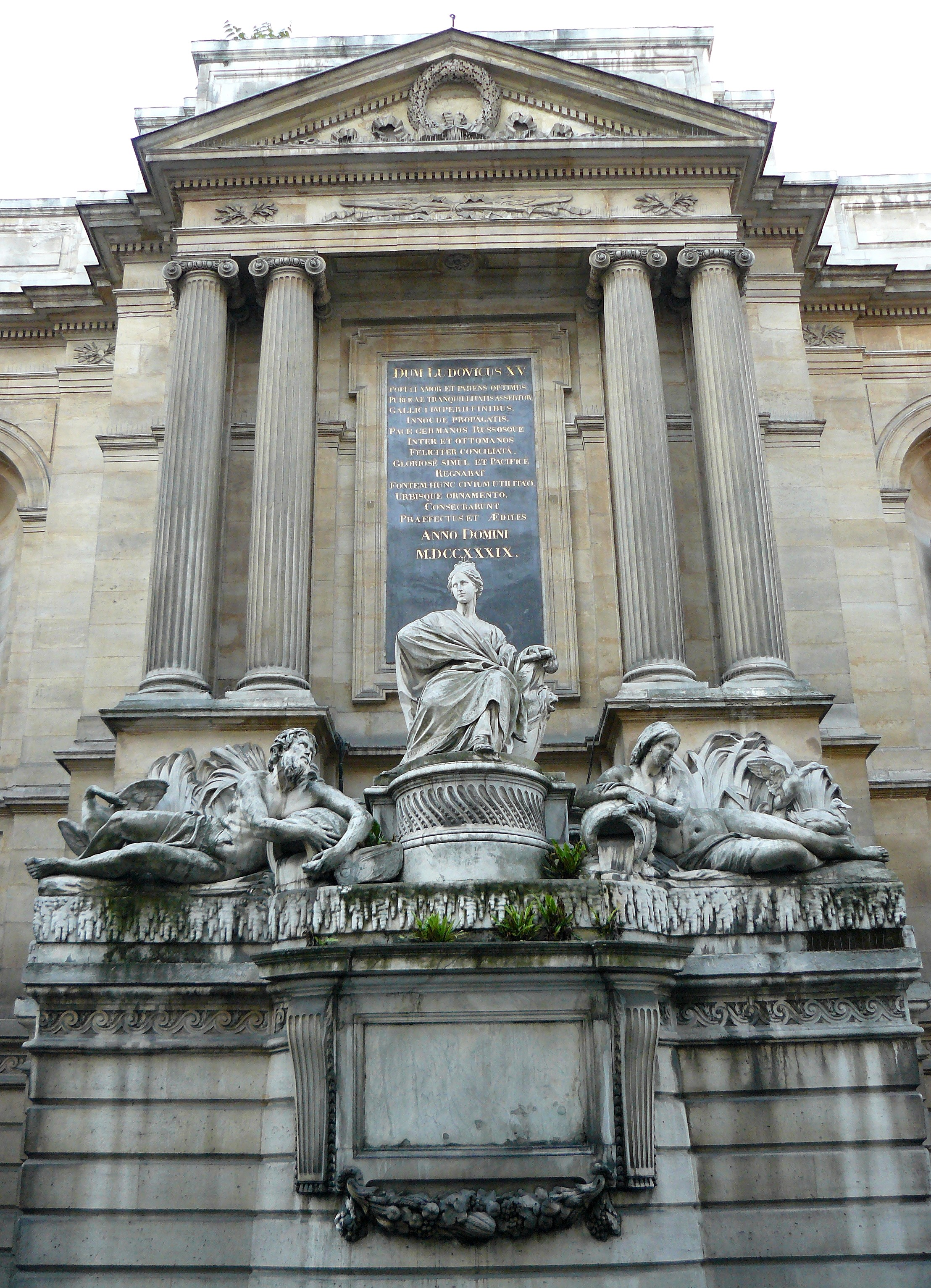
فوارهٔ چهار فصل، پاریس (تکمیل‌شده در ۱۷۴۵)
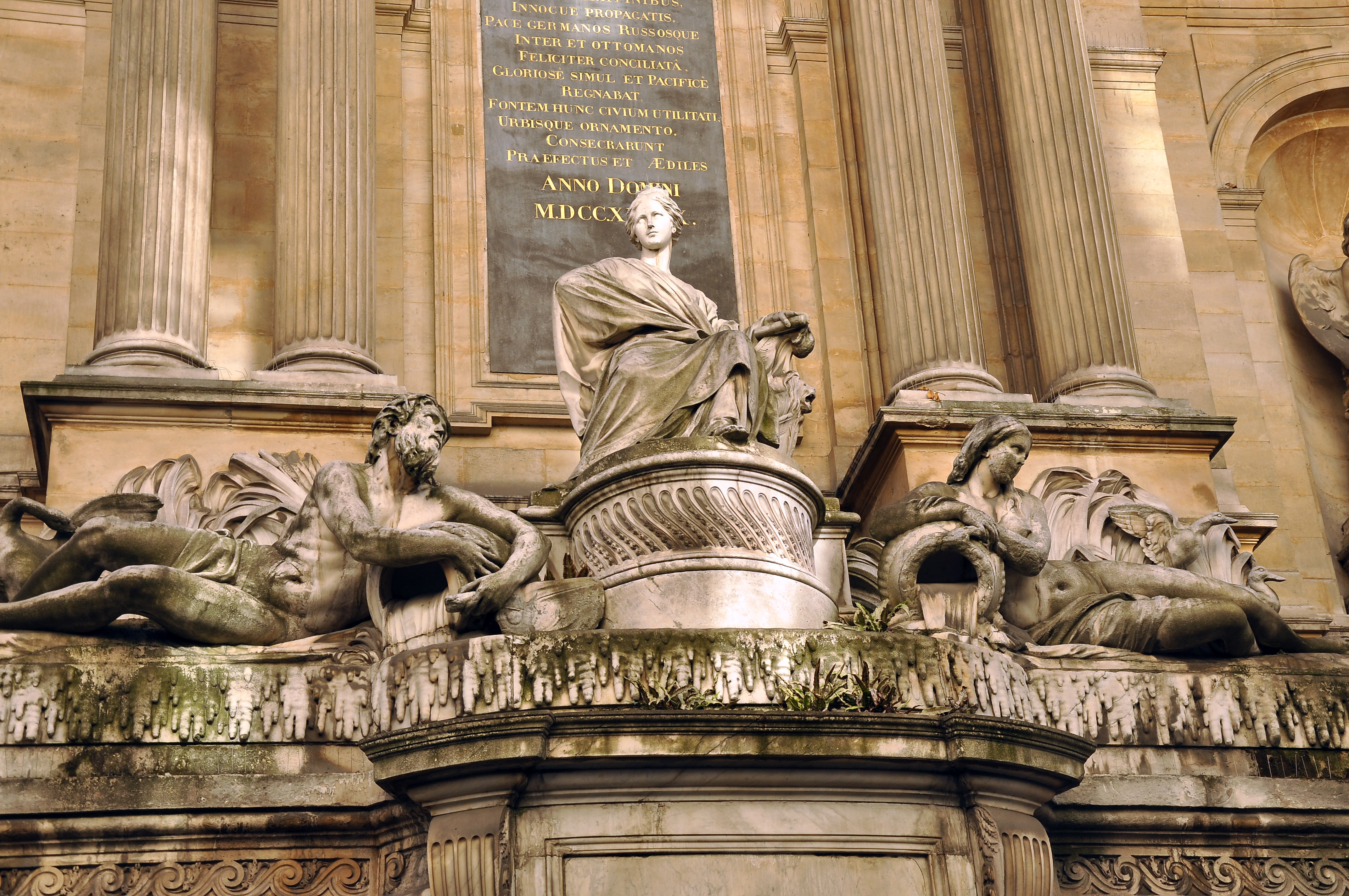
بخش مرکزی فوارهٔ چهار فصل (۱۷۴۵)
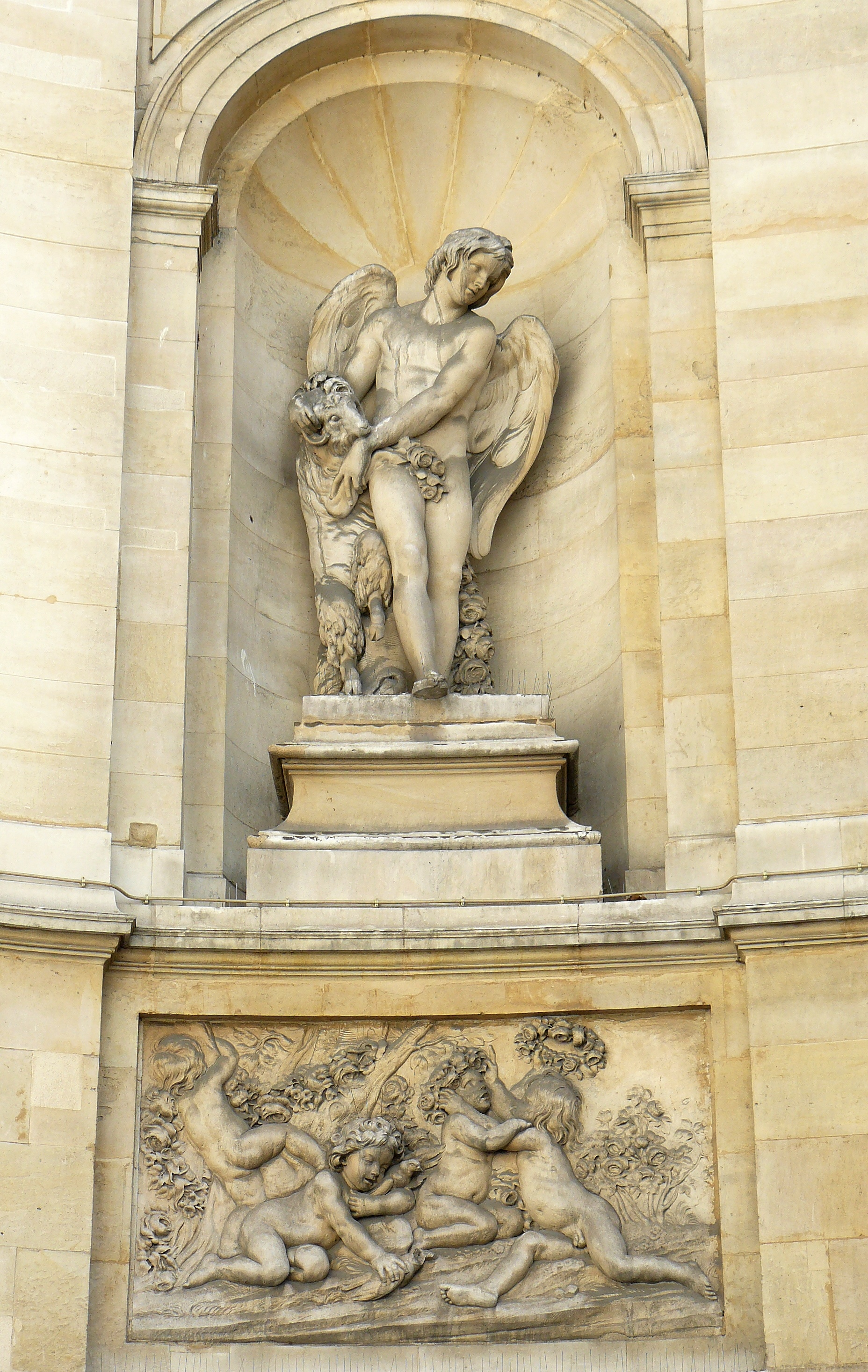
جزئیات فوارهٔ چهار فصل، پاریس (تکمیل‌شده در ۱۷۴۵) (بهار)
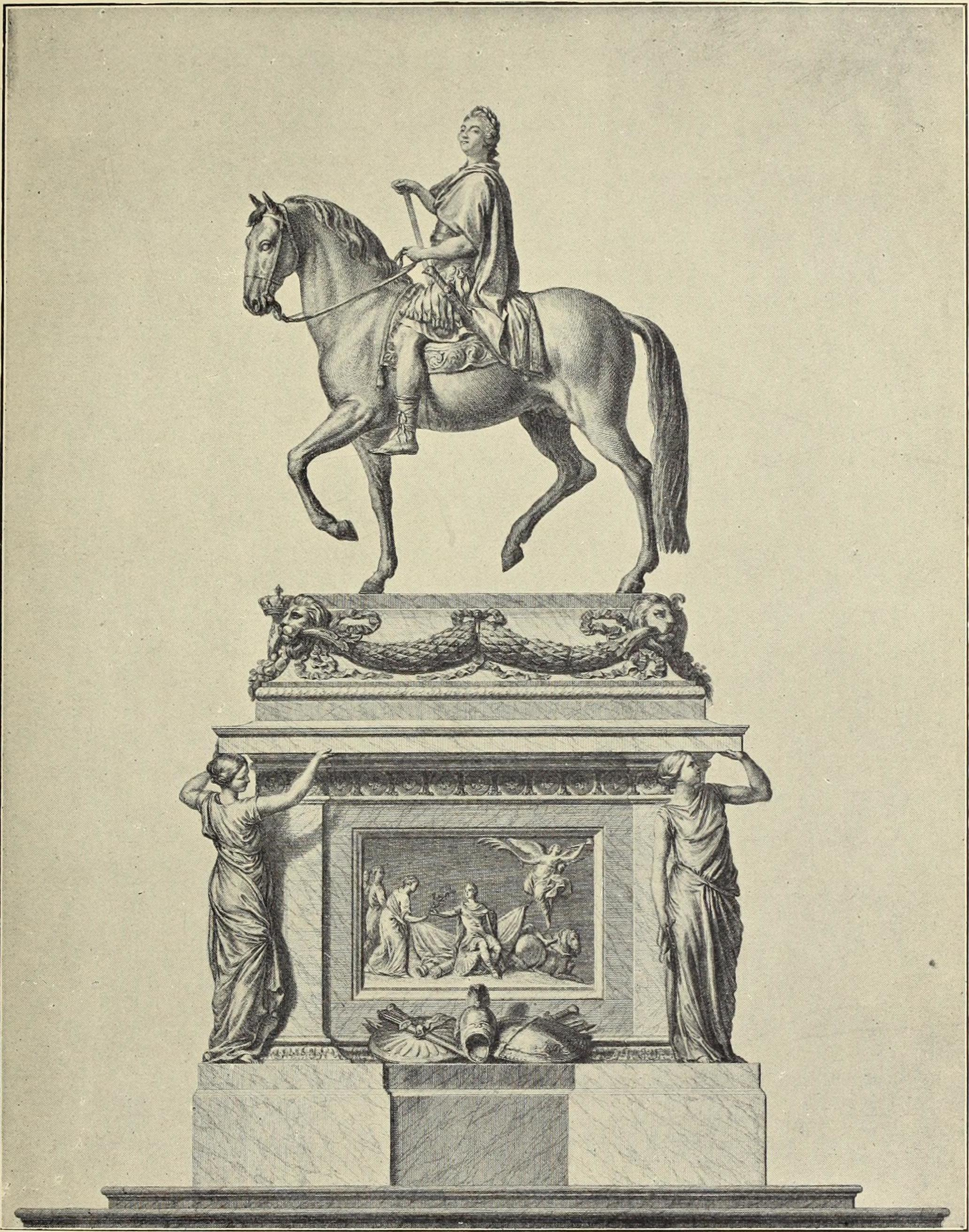
تندیس نهایی‌شدهٔ سوارهٔ لوئی پانزدهم برای میدان کنکورد، تکمیل‌شده توسط ژان-بپتیست پیگال (۱۷۶۲)

## ژتون‌ها
بوشاردون همچنین ژتونهایی یا نشان‌های فلزی طراحی کرد که از سوی پادشاه توزیع می‌شدند. مضمون این ژتون‌ها توسط فرهنگستان کتیبه‌شناسی و زبان‌های باستانی فرانسه انتخاب می‌شد و فرایند بازبینی و تأیید آن‌ها با مشارکت مستقیم پادشاه صورت می‌گرفت. طرح‌ها و چاپ‌های مقابله‌ای این ژتون‌ها در موزه‌ها و مجموعه‌های مختلفی چون بنیاد فرانسه، موزه سکه پاریس، و کتابخانه ملی فرانسه نگهداری می‌شوند.

## خانواده
برادر او، ژاک-فیلیپ بوشاردون، نیز مجسمه‌ساز بود و به عنوان مجسمه‌ساز نخست پادشاه سوئد خدمت می‌کرد.

## نقاشی‌ها و چاپ‌نگاره‌ها
بوشاردون در طراحی مهارت ویژه‌ای داشت و دو مجموعه طراحی از مردمان کوچه‌وبازار پاریس پدیدآورد. این طراحی‌ها با استفاده از گچ قرمز (sanguine) انجام می‌شد و ابتدا برای ساخت پیکره‌هایی کوچک از شخصیت‌های پاریسی چون دست‌فروشان استفاده می‌شد (نگاه کنید به نگاره‌ها). بعدها این طرح‌ها با همکاری Anne Claude de Caylus در قالب چاپ‌نگاره‌هایی با عنوان مطالعاتی از طبقه پایین یا فریادهای پاریس منتشر شد که منبعی ارزشمند برای تاریخ‌نگاران اجتماعی بعدی شدند.

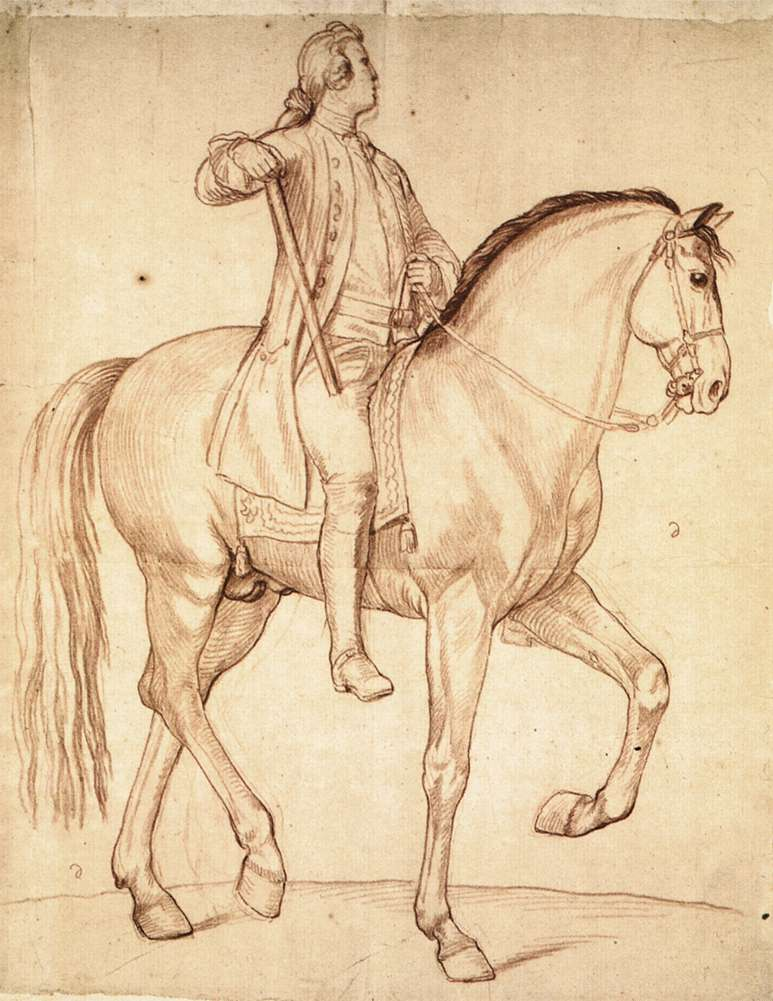
مطالعه برای تندیس سوارهٔ لوئی پانزدهم، حدود ۱۷۵۰، لوور
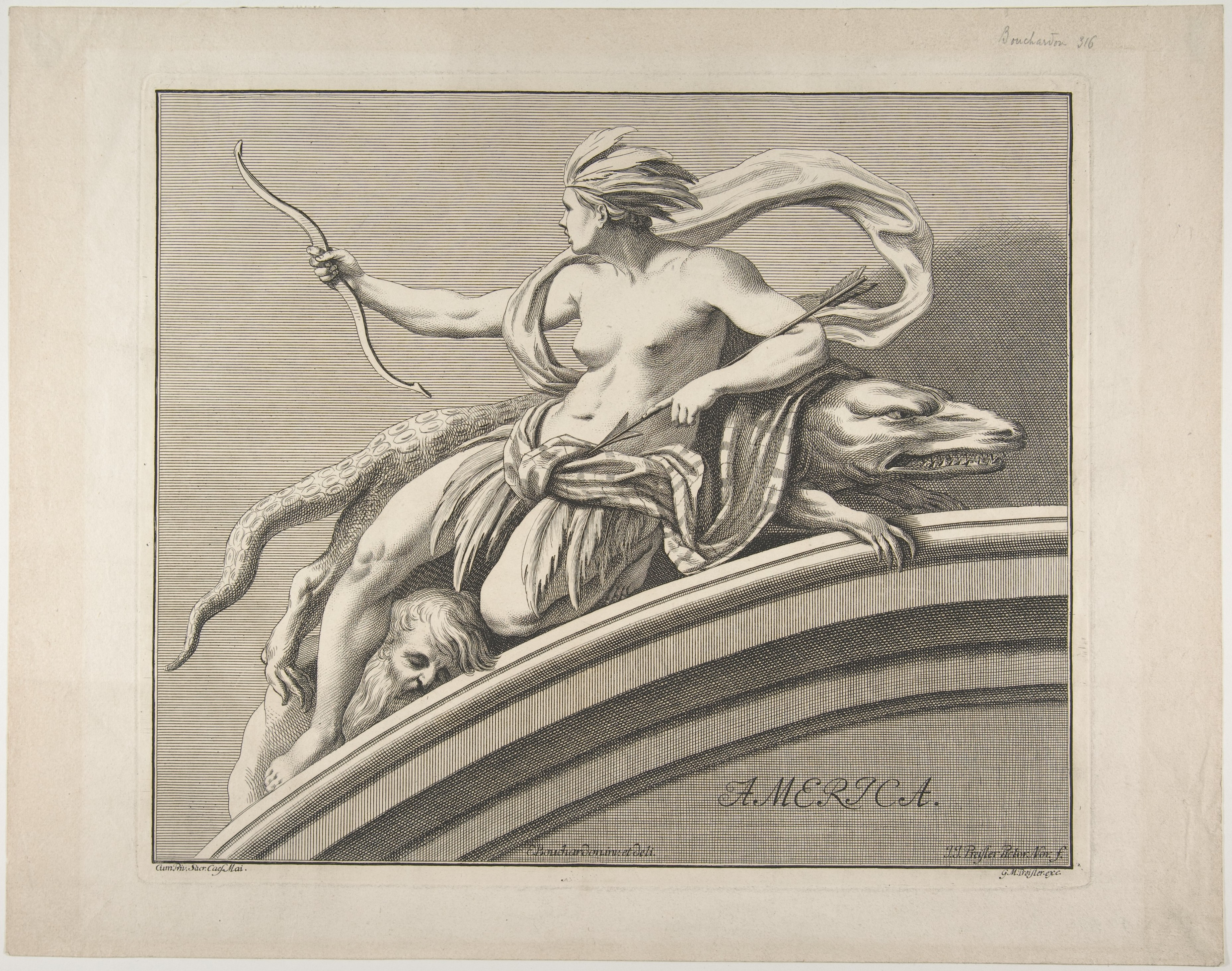
چاپی از قارهٔ آمریکا بر پایهٔ طراحی بوشاردون برای یک اثر پیکره‌ای، (موزه هنر متروپولیتن)
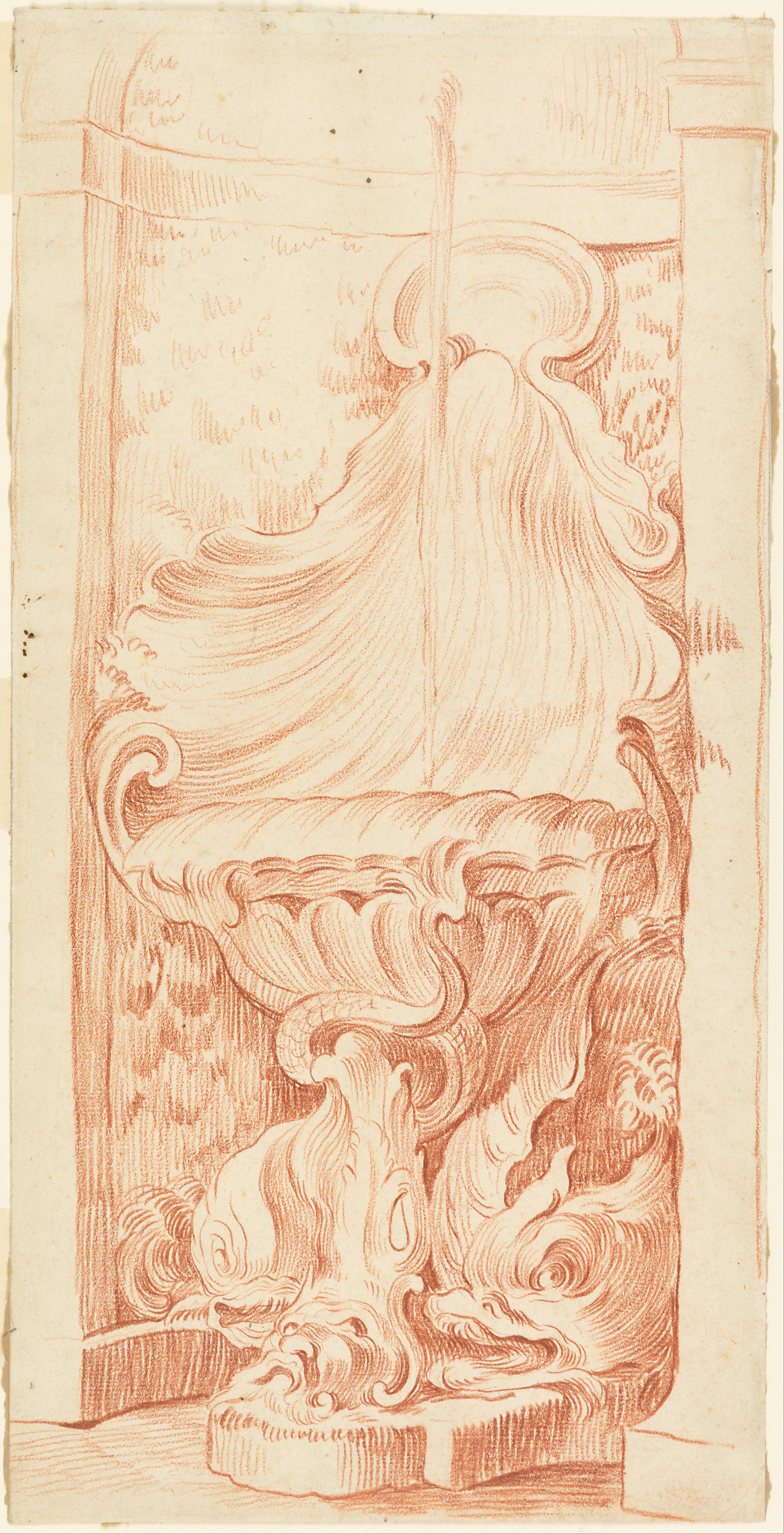
طرح فواره در طاقچه، حدود ۱۷۳۵، کوپر هویت، موزه طراحی اسمیتسونین
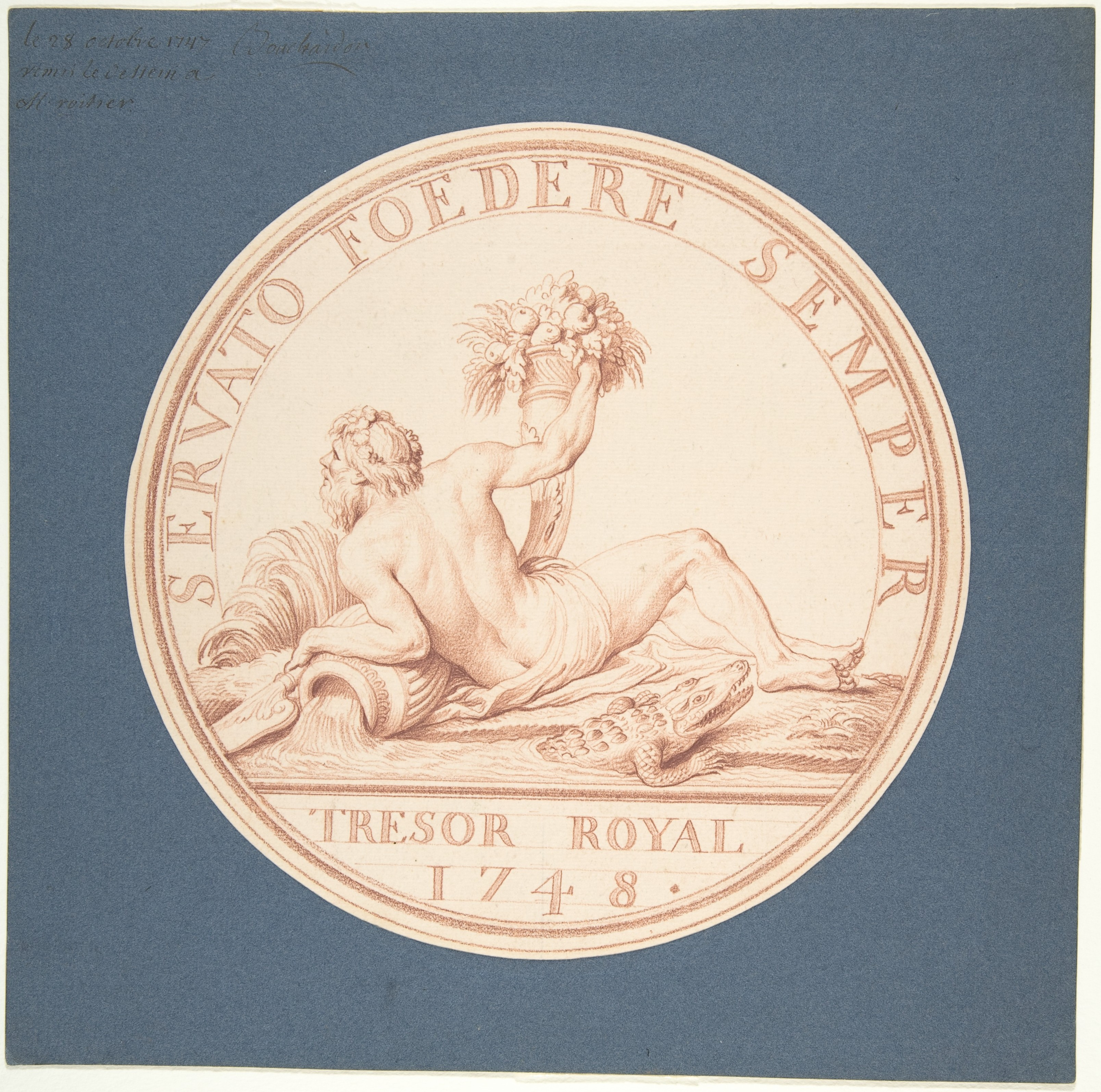
طرحی برای ژتون یا نشان یادبود سلطنتی (۱۷۴۸)
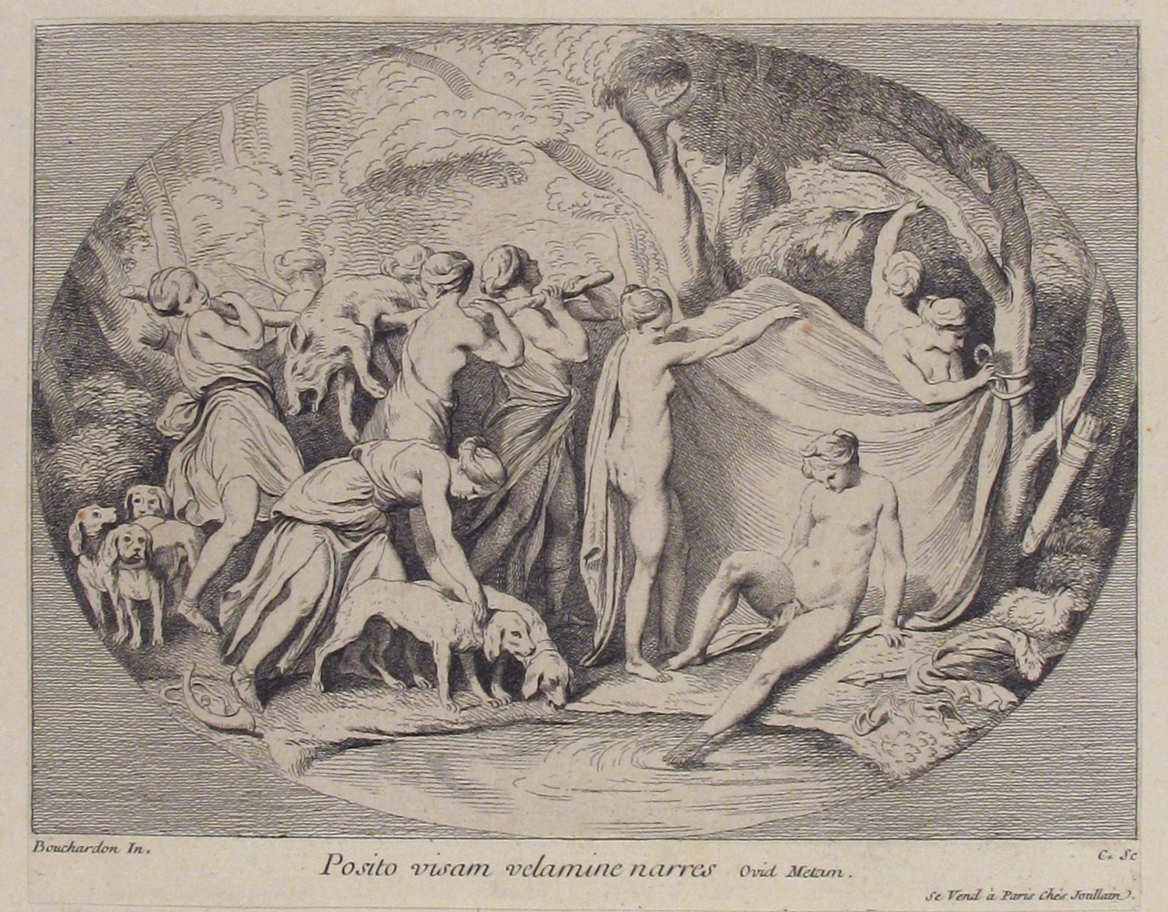
دیانا در حمام پس از بازگشت از شکار (۱۷۳۰–۶۰)، موزه هنر متروپولیتن
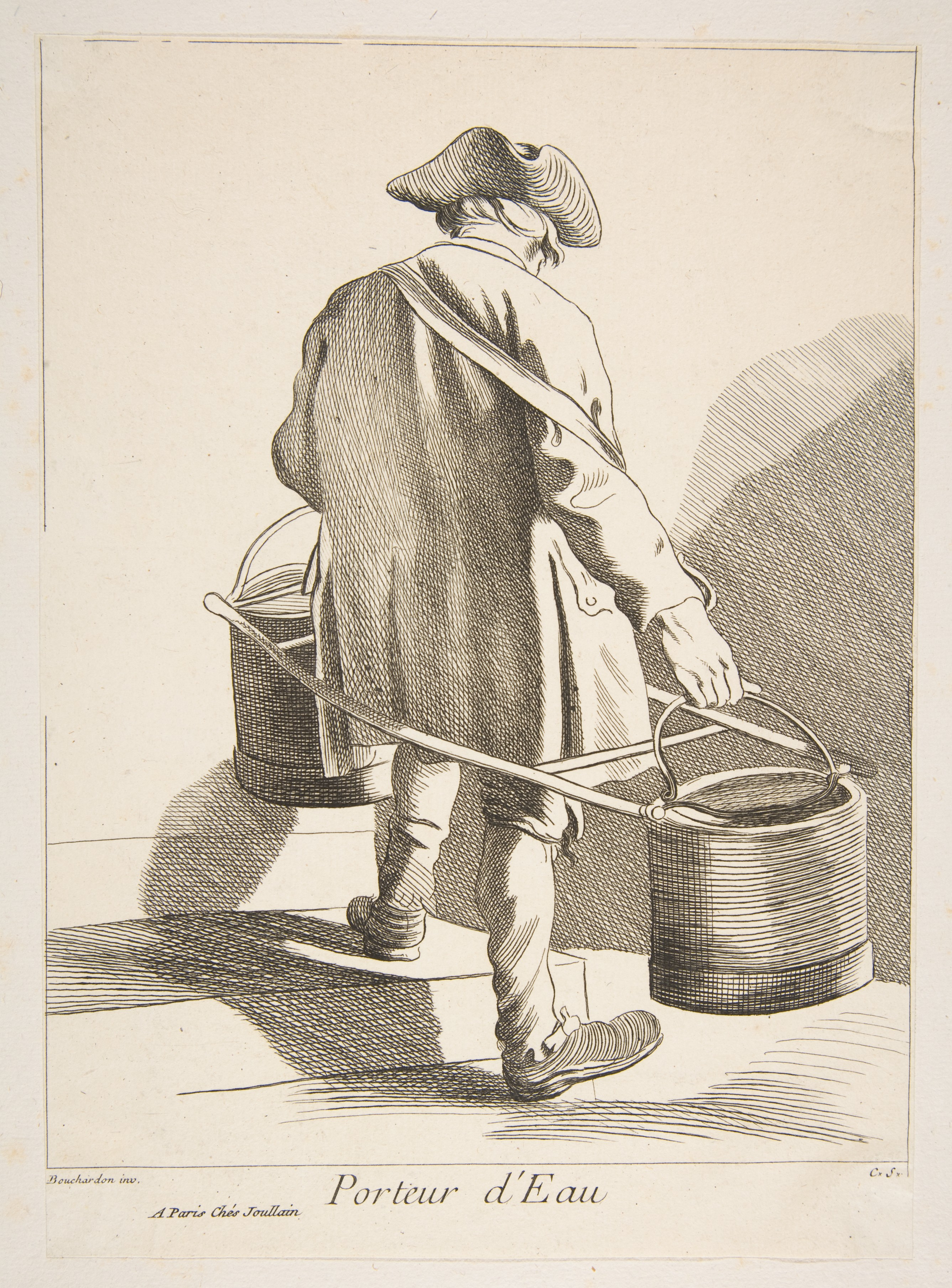
یک آب‌رسان (۱۷۴۲)، موزه هنر متروپولیتن
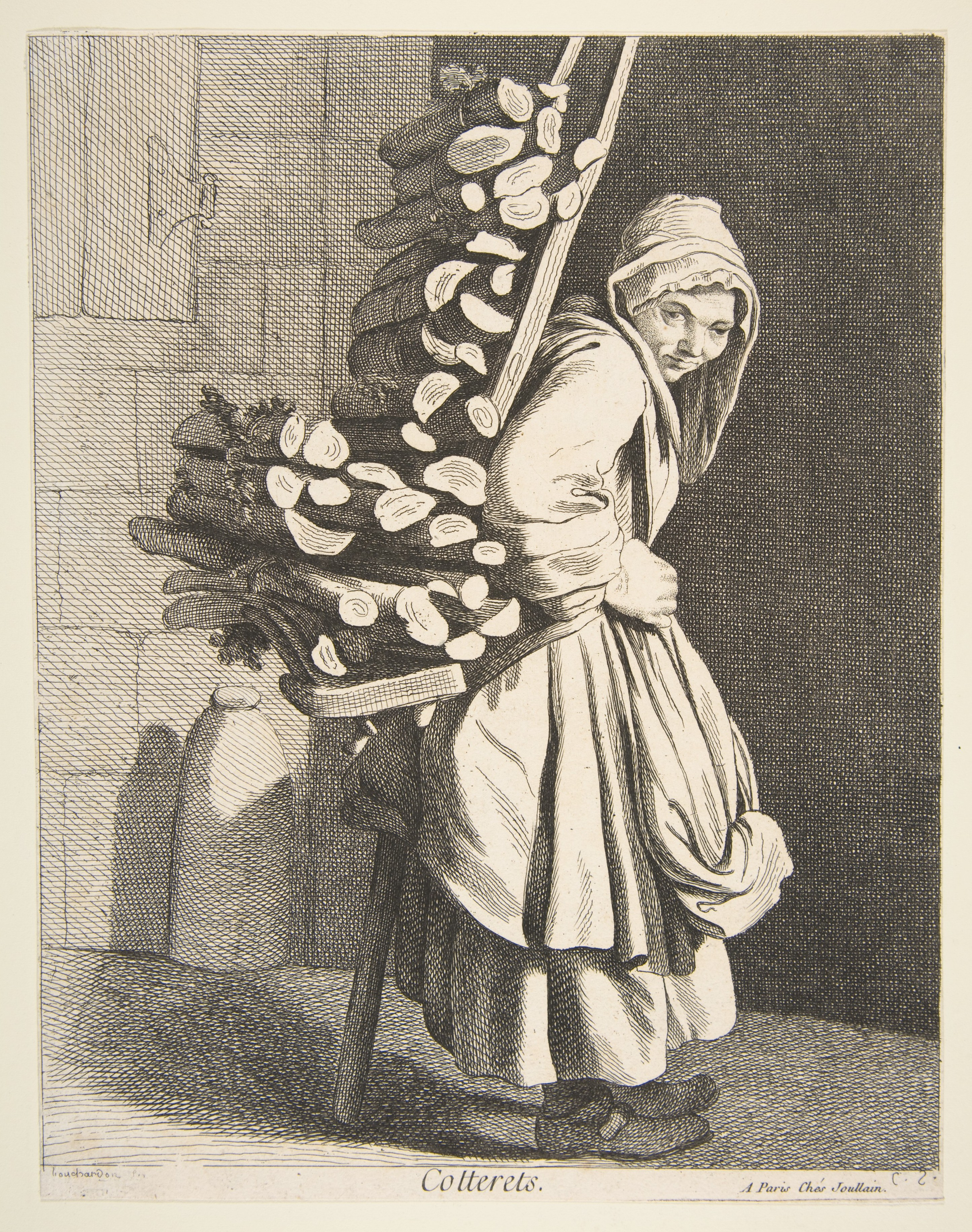
فروشندهٔ هیزم در پاریس (۱۷۴۸)، موزه هنر متروپولیتن
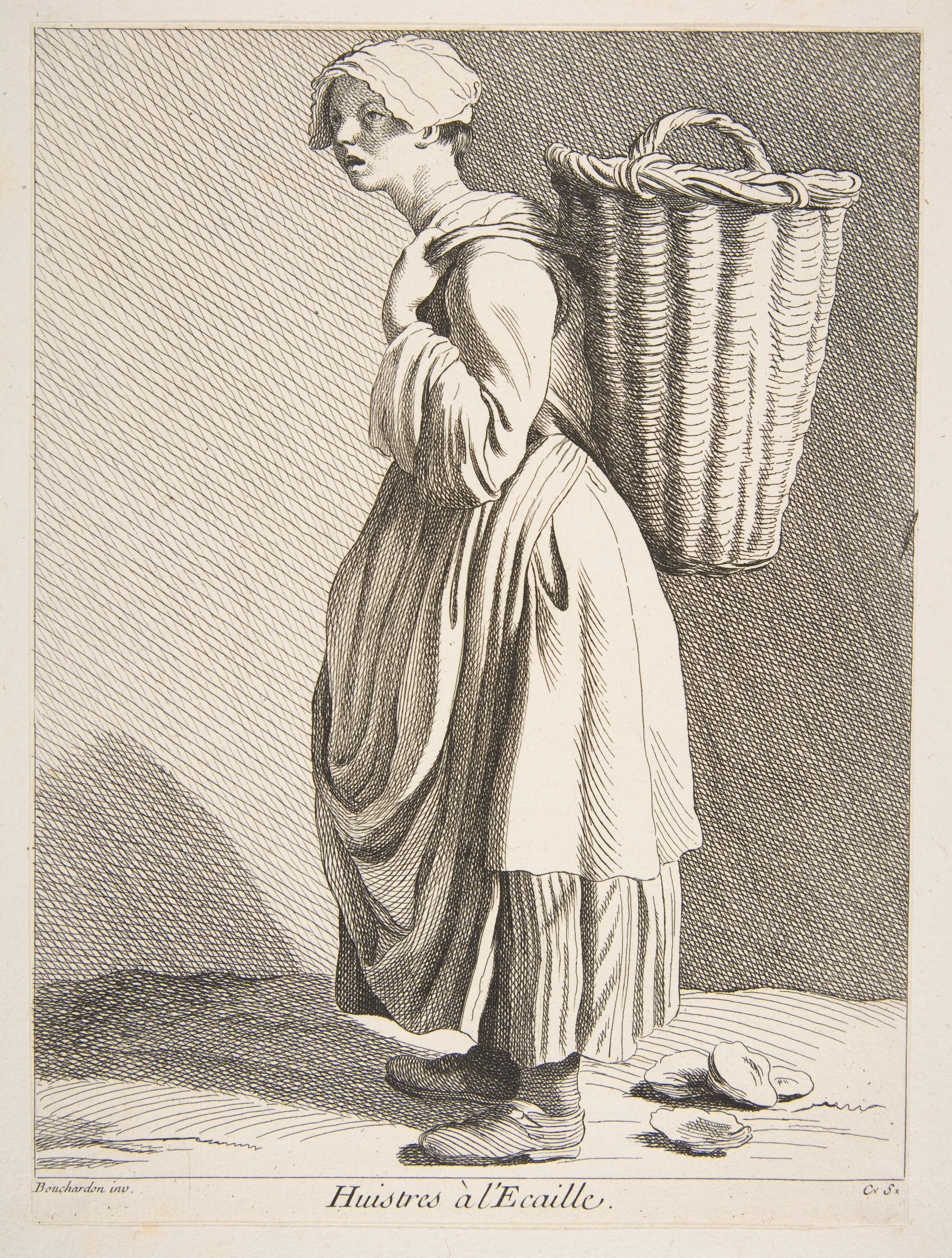
فروشندهٔ صدف در پاریس (۱۷۳۸)، موزه هنر متروپولیتن